# Museu del Vidre d'Ebeltoft
El Museu del Vidre d'Ebeltoft (en danès: Glasmuseet Ebeltoft) és un museu danès ubicat a Ebeltoft. Està dedicat a l'exhibició i col·lecció de peces artístiques fetes amb vidre contemporànies que provenen d'arreu del món. A més, el museu també ofereix demostracions al públic i seminaris als estudiants d'aquest art.

## Història
L'any 1985, els artistes danesos Finn Lynggaard i Tchai Munch van fundar el museu. Està administrat per l'ens privat Fonden for Samlingen af Moderne International Glaskunst. L'any 2006, l'estudi arquitectònic danès 3XN va dissenyar l'ala moderna del museu, tot ampliant les instal·lacions de la institució. El museu, a més de sales d'exposició, també compta amb una biblioteca, una botiga de records, una cafeteria, uns jardins interiors i un estudi de vidre bufat.

## Exposicions
El museu presenta entre quatre i sis exposicions anuals d'art en vidre contemporani. En aquestes exposicions, hi ha obres de joves artistes així com d'artistes reconeguts en l'art del vidre. Sovint, aquestes exposicions arriben a altres països com la Xina, Anglaterra, Finlàndia, Alemanya o els Estats Units cedides a entitats i museus locals.

## Col·leccions
La col·lecció del museu comprèn 1500 peces de 600 artistes internacionals. Destaquen els artistes australians Klaus Moje i Nick Mount, els txecs Václav Ciglar i František Janák, els danesos Eva Engström i Finn Lynggaard, l'estonià Ivo Lill i els alemanys Erwin Eisch i Ursula Merker; entre d'altres.

## Patrocinadors
Atès que el museu no rep suport financer directe del govern danès ni de cap altra administració pública, depèn del patrocini de la comunitat empresarial danesa. A més, el museu també té un grup de voluntaris del qual formen part 900 membres.